# لايف إز سترينج: بيفور ذا ستروم
لايف إز سترينج: بيفور ذا ستورم (بالإنجليزية: Life Is Strange: Before the Storm)‏؛ لعبة فيديو إلكترونية أمريكية، وهي من نوع المغامرات والتفاعل الصوري وتغيير الأحداث، صدرت بتاريخ 31 أغسطس سنة 2017م، تعتبر جزءًا إضافيًا للعبة لايف إز سترينج، حيث تقع أحداثها قبل 3 سنوات من الجزء الأول حيث تلعب بكلوي بعد أن سافرت ماكس وكيف بدأت صداقة كلوي بريتشل أمبر التي كانت مفقودة في الجزء الأول، وتعمل على أنظمة التشغيل كل من بلاي ستيشن 4 ومايكروسوفت ويندوز وإكس بوكس ون.